# Jaques Henri de Chapeaurouge
Jaques Henri de Chapeaurouge (* 24. Februar 1780 in Genf; † 29. Mai 1854 in Hamburg) war ein Hamburger Kaufmann, Angehöriger der Genfer Familie de Chapeaurouge und 1830–1831 Präses der Handelskammer Hamburg.

## Familie und Beruf
Jaques Henri de Chapeaurouge war der dritte Sohn des Genfer Kaufmanns Jean Jacques de Chapeaurouge (1750–1789), Mitinhaber der Firma „De la Corbière, de Chapeaurouge & Co“, und seiner Frau Marie Catherine de la Corbière (1756–1820).
Er heiratete am 4. Januar 1810 Caroline Hanbury (1758–1840), Tochter des Hamburger Kaufmanns William Hanbury und seiner Frau Caroline Elisabeth Bohn. Zusammen hatten sie zehn Kinder, von denen sechs das Erwachsenenalter erreichten, darunter die Hamburger Senatoren Frédéric de Chapeaurouge (1813–1867) und Charles Ami de Chapeaurouge (1830–1897) und der Hamburger Jurist und Bürgerschaftsabgeordnete Edmund de Chapeaurouge (1817–1893). Tochter Caroline Amélie de Chapeaurouge (1819–1877) heiratete den kgl. dänischen Etatsrat und Altonaer Kaufmann Georg Friedrich Baur (1804–1887), Sohn des kgl. dänischen Konferenzrats Georg Friedrich Baur (1768–1865).
Bereits mit 14 Jahren kam Jaques Henri zu Ausbildungszwecken nach Hamburg und nannte sich dort fortan Jacob Heinrich de Chapeaurouge. Am 1. März 1803 wurde er zum Mitinhaber der Familienfirma „De Chapeaurouge & Co“ in Hamburg gemacht, welche sein Cousin, der spätere Hamburger Bürgermeister Jean Dauphin de Chapeaurouge (1770–1827) zusammen mit seinem jüngeren Bruder und zwei Schwagern 1799 gegründet hatte. Von 1839 bis zu seinem Tod war er darüber hinaus Mitinhaber des Bankhauses „J. H. u. A. De Chapeaurouge“.

## Kirchliche und politische Ehrenämter
Für die französisch-reformierte Kirche wirkte er 1816 für ein Jahr als Diakon und war von 1822 bis 1824 und 1827 bis 1851 als Kirchen-Ältester tätig. Unter seiner Leitung erfolgte 1844 der Umzug der Kirche in den ehemaligen Freimaurertempel an der Hohen Bleichen.
Seine im Hamburger Kaufmannsstand verbreitete ehrenamtliche Karriere begann er als Handelsrichter von 1821 bis 1823 und 1825 bis 1826. Vom 27. Mai 1826 bis zum 4. Juni 1831 war er Commerzdeputierter und dabei vom Juni 1830 bis Juni 1831 Präses der Handelskammer. Bereits 1828 bis 1829 wirkte er als Vorsitzender der Deputation für die Makler-Ordnung und war von 1829 bis 1830 Mitglied in der Zoll- und Accise-Deputation. 1830 wurde er zudem in die Militärkommission gewählt und blieb dort Mitglied bis 1834.